# Wil
Wil – miasto i gmina w Szwajcarii, w kantonie St. Gallen, w okręgu Wil. Pod względem ludności, jest drugim co do wielkości miastem kantonu zaraz po St. Gallen. 1 stycznia 2013 do miasta przyłączono gminę Bronschhofen.

## Demografia
We Wil mieszka 24 541 osób. W 2022 roku 30,7% populacji gminy stanowiły osoby urodzone poza Szwajcarią. 

## Współpraca
Miejscowość partnerska:
- Dobrzeń Wielki, Polska

## Transport
Przez teren miasta przebiegają autostrada A1 oraz drogi główne nr 7, nr 16, nr 437 i nr 443.